# Acyrthosiphon rumicis
Acyrthosiphon rumicis är en insektsart. Acyrthosiphon rumicis ingår i släktet Acyrthosiphon och familjen långrörsbladlöss. Inga underarter finns listade i Catalogue of Life.